# 任天堂力量 (卡带)

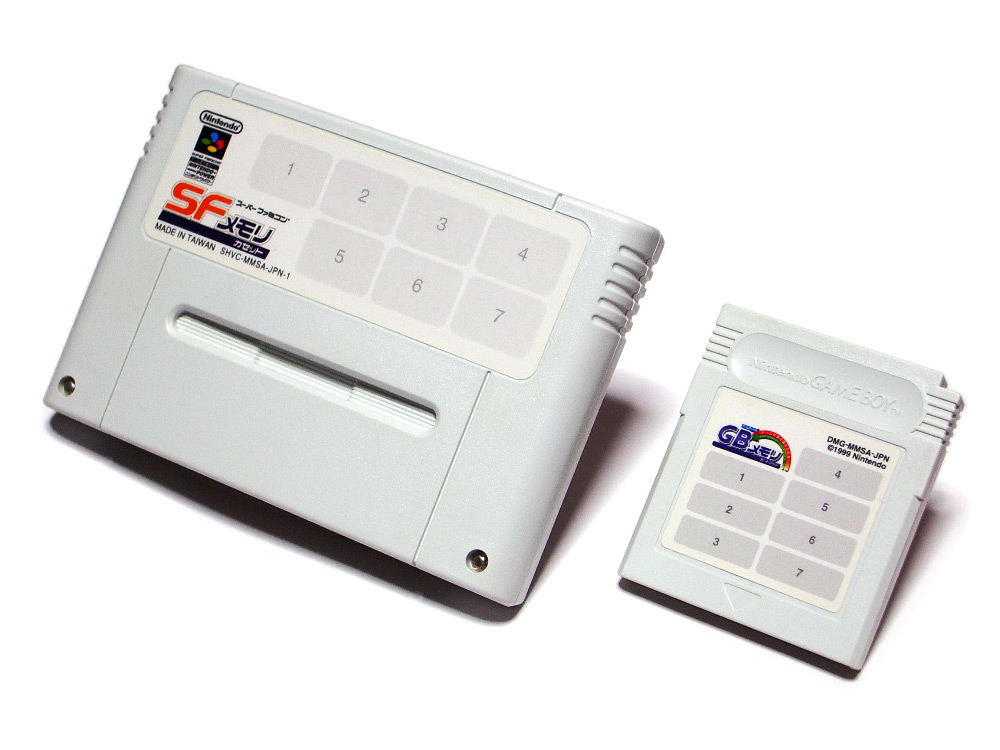
供超级任天堂和Game Boy使用的任天堂力量闪存卡

任天堂力量任天堂仅在日本制作销售的闪存卡，为超级任天堂和Game Boy的外设，可供玩家将游戏下载到超级任天堂/Game Boy闪存卡带上，从而节省购买完整卡带的花销。任天堂在之后中国大陆的神游机上也采用类似的销售系统。